# La manzana (Star Trek: La serie original)
"La manzana" es el quinto episodio de la segunda temporada de Star Trek. Es el episodio número 34 en ser transmitido y el número 38 en ser producido, fue transmitido por primera vez el 13 de octubre de 1967 y repetido el 12 de julio de 1968. Fue escrito por Max Ehrlich y dirigido por Joseph Pevney.
En la versión Bluray publicada el 22 de septiembre de 2009 por la Paramount, ASIN: B002I9Z89Y, el título de este episodio en el audio en español es el mismo.
Resumen: La tripulación del Enterprise visita un misterioso paraíso controlado por un ordenador.

## Trama
En la fecha estelar 3715.3, la nave estelar USS Enterprise  llega a Gamma Trianguli VI, un planeta que parece ser un paraíso tropical con amplios y abundantes recursos naturales. El capitán James T. Kirk, el sr. Spock, el dr. McCoy y el alférez Chekov, junto con otros cinco tripulantes de una partida de exploración (Hendorff, Kaplan, Landon, Mallory y Marple, los cuales mueren durante el episodio excepto Martha Landon), se transportan a la superficie del planeta para explorar y hacer contacto con los nativos.
Descubren un planeta lleno de plantas que lanzan dardos envenenados, rocas explosivas y extrañas tormentas de rayos que aparecen de la nada en un cielo sin nubes. Hendorff es atacado por una planta con dardos envenenados y lo mata, luego Spock es atacado por los dardos de otra planta cuando hace a un lado al capitán para protegerlo de ese ataque. Spock queda en schock y McCoy se apresura a asistirlo, inyectándole suero Masiform-D para contrarrestar el veneno. Spock es más resistente al veneno y más tarde se recupera. 
Dándose cuenta de que es demasiado peligroso, Kirk ordena regresar de inmediato a la nave, sin embargo el sr. Scott le informa que los sistemas de energía de la nave están siendo drenados por un campo de energía desconocido que emana del planeta. Los teletransportadores del Enterprise no tienen la suficiente energía para traerlos de regreso. Como si esto no fuera suficiente, Spock le informa que hay alguien que se está escondiendo entre los arbustos y que los vigila.
Unos pocos minutos más tarde, el cielo se cubre de nubes y un rayo cae sobre Kaplan, matándolo. Poco después, Mallory llama por su comunicador, se encuentra cerca de una villa e informa que se trata de algo “primitivo, estrictamente tribal”, pero hay algo muy interesante. Su comunicador falla y regresa corriendo adonde se encuentra el resto del equipo para informarles pero pisa una roca explosiva, lo que provoca una explosión que lo mata.
Spock nota que están siendo vigilados nuevamente. Kirk ordena una distracción y embosca al observador, encontrándose con un humanoide primitivo, tímido y atemorizado que tiene pintado su rostro y cuerpo con brillo y vivos colores, cuando Kirk lo golpea para reducirlo éste se pone a llorar. Kirk le promete que no lo dañará y lo retiene para interrogarlo. El hombre se calma y se identifica a sí mismo como Akuta (Keith Andes), jefe de un pueblo conocido como los "Feeders de Vaal". Spock se da cuenta de que Akuta parece tener alguna clase de comunicación con alguien y señala unas pequeñas antenas que salen de la cabeza de Akuta. Este explica que esas antenas son sus "oídos para Vaal", las que le permiten escuchar las órdenes de Vaal para su gente, y que él son los "ojos y oídos de Vaal".
Mientras tanto, el sr. Scott llama a Kirk para informarle que el Enterprise está siendo sacado fuera de órbita en dirección al planeta por alguna clase de rayo tractor y que es incapaz de romperlo. Kirk le pregunta a Akuta acerca de Vaal, y le solicita que lo lleve ante él. Akuta está de acuerdo y lleva a la partida de desembarque a una gran cabeza de dragón de roca esculpida en el costado de una colina. Akuta apunta a la estructura e indica que eso es Vaal. 
La boca del dragón, con escalones en forma de lengua, parece ser una clase de puerta. El tricorder de Spock indica que lleva al interior de la colina. La estructura está protegida por un poderoso campo de fuerza. El templo parece ser alguna clase de sofisticado ordenador, posiblemente construido por una antigua civilización, con una rudimentaria inteligencia artificial, un campo de fuerza de protección, y que emana una enorme cantidad de energía. Spock concluye que puede ser la fuente del campo de energía que está drenando al Enterprise.
Akuta dice que Vaal está "durmiendo", pero que despertará "hambriento" y que en ese momento podría hablarle a la partida de desembarco. Lleva a la partida a la aldea de su gente. Todos ellos parecen ser hombres y mujeres jóvenes, pero todos tienen una curiosa e infantil mentalidad. Kirk observa que la tribu no parece tener niños y le pregunta a Akuta acerca de esto. Akuta no sabe lo que es un niño, y dice que Vaal tiene prohibido el amor y la copulación, y que él es quien proporciona los "reemplazados" cuando sea necesario. McCoy escanea a la tribu y queda sorprendido cuando descubre que no puede determinar su edad y que todos están en perfecta salud. Más tarde la partida observa cuando ellos efectúan una ritual "alimentación" de Vaal, transportando cargas de rocas explosivas y dejándolas caer en la apertura del túnel que lleva al interior de la colina. Para Kirk lo que sucede está claro, los miembros de la tribu sólo viven para servir a Vaal, para bailar y para recolectar la comida de Vaal. Incluso no practican la agricultura dado que Vaal controla el ambiente al punto de “poner los frutos en los árboles”.
El sr. Spock observa que la simbiosis entre los "Alimentadores" y Vaal es un “excelente ejemplo de reciprocidad”, pero McCoy está en fuerte desacuerdo y dice que los "Alimentadores" no están realmente vivos, sino que están estancados, con todas sus necesidades y deseos provistos por un “pedazo de metal”. Él insiste en que ellos siendo humanoides, ciertos “estándares universales” deberían serles aplicados, “el derecho de los humanoides a un ambiente libre y sin restricciones, y el derecho a tener las condiciones que les permitan crecer”. Kirk opina que es más importante sacar al Enterprise fuera del peligro.
En el transcurso de los eventos del planeta, Chekov y la yeoman Martha Landon (Celeste Yarnall) han ido mostrando interés el uno por el otro, y durante una pausa en la acción se alejan del resto para estar solos un rato. Una pareja de la tribu los observa y trata de imitar su beso. Vaal se da cuenta de inmediato e instruye a Akuta para que reúna a los hombres de la tribu y mate a los intrusos. Akuta sigue las instrucciones y les muestra cómo matar demostrando los pasos al aplastar una sandía (que simula una cabeza) con un mazo improvisado. 
La partida de desembarque va donde está Vaal para investigar la estructura. Vaal se defiende atacando a Spock con un rayo. A continuación la tribu los ataca, rodeando a la partida de desembarco y matan a Marple. La partida se defiende y los derrota, reduciéndolos.
Bajo el mando de Scott la tripulación del Enterprise ha cambiado todos los sistemas para generar empuje y ahora, 15 minutos antes de entrar a la atmósfera y quemarse en la reentrada, comienza su esfuerzo para liberarse. Todo parece estar trabajando, pero luego el esfuerzo falla. Scott dice que han ganado con suerte una hora más, pero que con ese esfuerzo prácticamente todos los sistemas se han quemado. Justo en ese momento Vaal, quizá debilitado por los esfuerzos de liberación de la nave, llama a los miembros de la tribu para que lo alimenten. Pero Chekov y miembros de la partida de desembarque les impiden hacerlo.
Kirk ordena que las armas de la nave hagan blanco en la estructura y disparen sobre el campo de fuerza, con la intención de forzar a Vaal a usar sus reservas. La nave dispara sus fásers y Vaal usa sus reservas para reforzar el campo de fuerza, pero no puede resistir el ataque, cuando los brillantes ojos de Vaal se apagan, Kirk ordena cesar el fuego.
Scott informa que el rayo tractor ya no está funcionando y atrayendo a la nave hacia el planeta, la potencia está regresando y las reparaciones se están realizando. Kirk ordena que un equipo científico y de ingeniería baje para investigar los restos de Vaal.
Akuta y su gente están devastados, pero Kirk les informa que ellos finalmente son libres y que pronto descubrirán el trabajo, el nacimiento, la muerte y todas las formas de una vida normal.
De regreso a bordo de la nave, Spock compara lo que el capitán ha hecho al darle a este primitivo pueblo el equivalente a darles la manzana del conocimiento y sacarlos de su Jardín del Edén, pero Kirk insinúa que el parecido de Spock con el Diablo es mucho más cercano que su aspecto.

## Remasterización del aniversario de los 40 años
Este episodio fue remasterizado en el año 2006 y transmitido el 1 de marzo de 2008 como parte de la remasterización de  la serie original. Fue precedido una semana antes por la versión remasterizada de Operación: aniquilación y seguido una semana más tarde por la versión remasterizada de Por cualquier otro nombre. Además del audio y video remasterizado, y todas las animaciones de la USS Enterprise realizadas por CGI que es el estándar de todas las revisiones, los cambios específicos para este episodio son:
- Al planeta Gamma Trianguli VI le fue dado un aspecto más realista y una apariencia más terrestre.
- Los rayos ahora aparecen en un cielo azul y no uno rojizo.
- Los rayos de los fásers que destruyen a Vaal fueron reanimados digitalmente.

## Secuela
Un libro de comics de DC cubre el regreso de Kirk a Gamma Trianguli VI, encontrándose que ahora que Makara lidera una fuerza rebelde contra los tradicionalistas. Kirk descubre en su investigación que el planeta se está deteriorando rápidamente, y que fue regenerado por un dispositivo Génesis construido por el pueblo de Arret… el pueblo de Sargon (del episodio Retorno al mañana). La máquina Vaal era el control que mantenía la matriz estable, y sólo restaurando a Vaal el planeta pudo ser estabilizado nuevamente, el orden social fue restaurado, con Makara convirtiéndose en los nuevos "ojos y oídos de Vaal".